# Saison 2011-2012 du Fulham FC
Maillots
Chronologie
Saison précédente Saison suivante
La saison 2011-2012 du Fulham FC est la 11e saison consécutive du club en Premier League. L'équipe est entraînée par Martin Jol.
Fulham, ayant remporté le prix du fair-play de l'UEFA la saison précédente, tentera de se qualifier en Ligue Europa, ils entreront en compétition dès le premier tour de qualification. Fulham disputera aussi la FA Cup et la Carling Cup.

## Transferts

### Mercato d'été

#### Arrivées
| Date             | Type           | Prix     | Joueur          | Ancien club       | Championnat          |
| 1er juillet 2011 | Fin de contrat | Gratuit  | Dan Burn        | Darlington FC     | Conference National  |
| 1er juillet 2011 | Achat          | Indéfini | Tom Donegan     | Everton FC        | Premier League       |
| 8 juillet 2011   | Fin de contrat | Gratuit  | Csaba Somogyi   | Rákospalotai EAC  | Nemzeti Bajnokság II |
| 13 juillet 2011  | Achat          | 2.80 M€  | John Arne Riise | AS Roma           | Serie A              |
| 20 juillet 2011  | Achat          | 0.80 M€  | Marcel Gecov    | FC Slovan Liberec | Gambrinus liga       |
| 25 juillet 2011  | Achat          | 3.75 M€  | Pajtim Kasami   | USC Palermo       | Serie A              |
| 31 août 2011     | Fin de contrat | Gratuit  | Zdeněk Grygera  | Juventus FC       | Serie A              |
| 31 août 2011     | Achat          | 13.50 M€ | Bryan Ruiz      | FC Twente         | Eredivisie           |
| 31 août 2011     | Fin de contrat | Gratuit  | Orlando Sá      | FC Porto          | Liga Sagres          |

Total dépenses : 20.85 M€

#### Départs
| Date             | Type           | Prix    | Joueur             | Ancien club          | Championnat                  |
| 1er juillet 2011 | Fin de contrat | Gratuit | Zoltán Gera        | West Bromwich Albion | Premier League               |
| 1er juillet 2011 | Fin de contrat | -       | Eddie Johnson      | -                    | -                            |
| 1er juillet 2011 | Fin de contrat | Gratuit | Diomansy Kamara    | Eskişehirspor        | Süper Lig                    |
| 1er juillet 2011 | Fin de contrat | Gratuit | John Paintsil      | Leicester City       | Football League Championship |
| 1er juillet 2011 | Fin de contrat | -       | Matthew Saunders   | -                    | -                            |
| 1er juillet 2011 | Retraite       | -       | Pascal Zuberbühler | -                    | -                            |
| 4 juillet 2011   | Vente          | 0.70 M€ | Kagisho Dikgacoi   | Crystal Palace       | Football League Championship |
| 18 juillet 2011  | Vente          | 0.70 M€ | Jonathan Greening  | Nottingham Forest    | Football League Championship |
| 24 juillet 2011  | Prêt           | -       | Danny Hoesen       | Fortuna Sittard      | Eerste Divisie               |
| 26 juillet 2011  | Prêt           | -       | David Stockdale    | Ipswich Town         | Football League Championship |
| 17 août 2011     | Prêt           | -       | Carlos Salcido     | Tigres               | Primera División             |
| 24 août 2011     | Prêt           | -       | Lauri Dalla Valle  | Dundee United        | Scottish Premier League      |
| 30 août 2011     | Prêt           | -       | Keanu Marsh-Brown  | Dundee United        | Scottish Premier League      |
| 31 août 2011     | Prêt           | -       | Rafik Halliche     | Swansea City         | Premier League               |

Total dépenses : 1.40 M€

## Classement et statistiques
Le Fulham FC termine le championnat à la neuvième place avec 14 victoires, 10 matchs nuls et 14 défaites. Une victoire rapportant trois points et un match nul un point, Fulham totalise 52 points.
Extrait du classement de Premier League 2011-2012
| Rang | Équipe               | Pts | J  | G  | N  | P  | Bp | Bc | Diff |
| --- | -------------------- | --- | -- | -- | -- | -- | -- | -- | ---- |
| 1 | Manchester City      | 89  | 38 | 28 | 5  | 5  | 93 | 29 | +64  |
| 2 | Manchester United    | 89  | 38 | 28 | 5  | 5  | 89 | 33 | +56  |
| 3 | Arsenal              | 70  | 38 | 21 | 7  | 10 | 74 | 49 | +25  |
| 4 | Tottenham Hotspur    | 69  | 38 | 20 | 9  | 9  | 66 | 41 | +25  |
| 5 | Newcastle United     | 65  | 38 | 19 | 8  | 11 | 56 | 51 | +5   |
| 6 | Chelsea              | 64  | 38 | 18 | 10 | 10 | 65 | 46 | +19  |
| 7 | Everton              | 56  | 38 | 15 | 11 | 12 | 50 | 40 | +10  |
| 8 | Liverpool            | 52  | 38 | 14 | 10 | 14 | 47 | 40 | +7   |
| 9 | Fulham FC            | 52  | 38 | 14 | 10 | 14 | 48 | 51 | -3   |
| 10 | West Bromwich Albion | 47  | 38 | 13 | 8  | 17 | 45 | 52 | -7   |
| - Phase de groupes de la Ligue des Champions 2012-2013 - Phases de groupes de la Ligue Europa 2012-2013 - Barrages de la Ligue Europa 2012-2013 |                      |     |    |    |    |    |    |    |      |